# Comuna Mariivka, Onufriivka
Mariivka (în ucraineană Мар'ївка) este o comună în raionul Onufriivka, regiunea Kirovohrad, Ucraina, formată din satele Krasnofedorivka, Mariivka (reședința) și Omeleanivka.

## Demografie
Componența lingvistică a comunei Mariivka
     Ucraineană (93,75%)
     Rusă (4,86%)
     Română (1,16%)
Conform recensământului din 2001, majoritatea populației comunei Mariivka era vorbitoare de ucraineană (93,75%), existând în minoritate și vorbitori de rusă (4,86%) și română (1,16%).